# Consolida glandulosa
Consolida glandulosa là một loài thực vật có hoa trong họ Mao lương. Loài này được (Boiss. & A.Huet) Bornm. mô tả khoa học đầu tiên năm 1936.